# 左伯
左伯（？—？），字子邑，东莱（今山东省莱州市）人，东汉书法家。
左伯长于书法，善于写八分书，当时就很有名。他又改进造纸术，他造的纸质量精美，人称左伯纸。后人赞誉他所造的纸张研妙辉光。